# ولادیسلاو بگوویچ
ولادیسلاو برایوویچ (Vladislav Brajović) مربی فوتبال کروات بود که در سال ۱۳۷۳ مربیگری باشگاه فوتبال پرسپولیس را برعهده داشت.

## مربیگری پرسپولیس
او هفدهمین مربی و سومین مربی خارجی پرسپولیس بود. امیر عابدینی او را به ایران آورد تا پرسپولیس پس از ۱۸ سال صاحب یک مربی خارجی شود. او از ۱۵ فروردین ۱۳۷۳ کار خود را با باشگاه آغاز کرد و در ۲۰ خرداد ۱۳۷۳ برای اولین بار روی نیکمت نشست. او تا ۹ تیر ۱۳۷۳ مربی پرسپولیس بود.
بگوویچ ۵ بازی روی نیمکت پرسپولیس نشست که حاصل آن ۳ برد، ۱ مساوی و ۱ باخت بود.
به نوشته سایت گل «اختلاف او با بازیکنان باتجربه و مسن تیم باعث تنش‌های زیادی شد» و موجب رفتن او از تیم بود.